# トルディ (戦車)
トルディ（ハンガリー語: Toldi）は、第二次世界大戦中、ハンガリーで使用された軽戦車である。スウェーデンのランツヴェルク L-60をもとに、ハンガリー初の国産戦車としてライセンス生産され、1940年から1944年までに各型合わせて約200輌が生産された。
“トルディ(Toldi)”は14世紀ハンガリーの民族的英雄の名である。

## 概要
ドイツ同様、第一次世界大戦の敗戦国として軍備を制限されていたハンガリーだが、1930年代後半に入ると軍備拡張を始め、イタリアからフィアット・アンサルド L3豆戦車143輌を輸入。これに続き、1937年にはドイツからI号戦車A型、スウェーデンからはランツヴェルク L-60軽戦車を入手、テストが行われた。
この結果、1938年にL-60軽戦車のライセンス生産権を取得、L-60原型に細かな改修を加え、「38Mトルディ I 軽戦車（38M Tordi I könnyű harckocsi）」として採用、マーヴァグ社（MÁVAG）、ガンズ社（GANZ）に対し生産を指示した。生産は1940年に始まり、翌年5月までにトルディI（80輌）、トルディII（110輌）が完成、ハンガリーはこのトルディを装甲部隊の中核として大戦に突入した。
1941年春のバルカン作戦を皮切りに、同年夏のバルバロッサ作戦にハンガリー「快速軍団」下の5個中隊がトルディを装備、南方軍の一翼としてソビエト連邦領内深くに侵攻したが、11月までに装備したトルディの8割が大破もしくは行動不能になるなど消耗は激しく、部隊は本国に引き揚げられた。
非力な20 mm砲と、最大でも13 mmの軽装甲では強力なソ連戦車には対抗できないことは明らかで、回収されたトルディの一部は40 mm砲に換装（トルディIIa）、また最初から40 mm砲搭載を前提とした新砲塔搭載のトルディIII（43Mトルディ）も開発された。しかしそれでも性能不足は否めず、その後のハンガリー装甲部隊の主力はトゥラーン中戦車や、ドイツからもたらされたLT-38、IV号戦車などが担うことになる。

## バリエーションおよび派生型
38M トルディI（トルディA20）
トルディの最初の生産型。80輌が生産された。原型であるL-60のマドセン20 mm機関砲と7.92 mm機銃は、ハンガリーでライセンス生産されていたゾロターン S-18/100（ハンガリー名称 36M）20 mm対戦車ライフルと国産のM34/37A 8 mm機関銃に替えられた。
38M トルディII（トルディB20）
トルディIと同じ仕様だが、エンジンがハンガリー国内でライセンス生産されたものになるなど、各コンポーネントをすべて国産品にしたもの。サスペンションのトーションバーも若干強化されていると言われる。110両が生産された。
38M トルディIIa（トルディB40）
実戦参加により威力不足が明らかになったため、トルディI/IIの主砲を42M 51口径40 mm戦車砲に換装したもの。部隊から回収された既存のトルディI/IIを改修して1943年から44年にかけて80輌が作られた。
43M トルディIII（トルディC40）
当初から40 mm砲搭載を前提に改設計された砲塔を持つトルディの改良型。1941年に12輌が発注されたが、すでにこのクラスの軽戦車では性能不足が明白だったこと、生産現場ではトゥラーン中戦車の生産に注力していたことが重なり、結局、軍に引き渡された車輌はない。

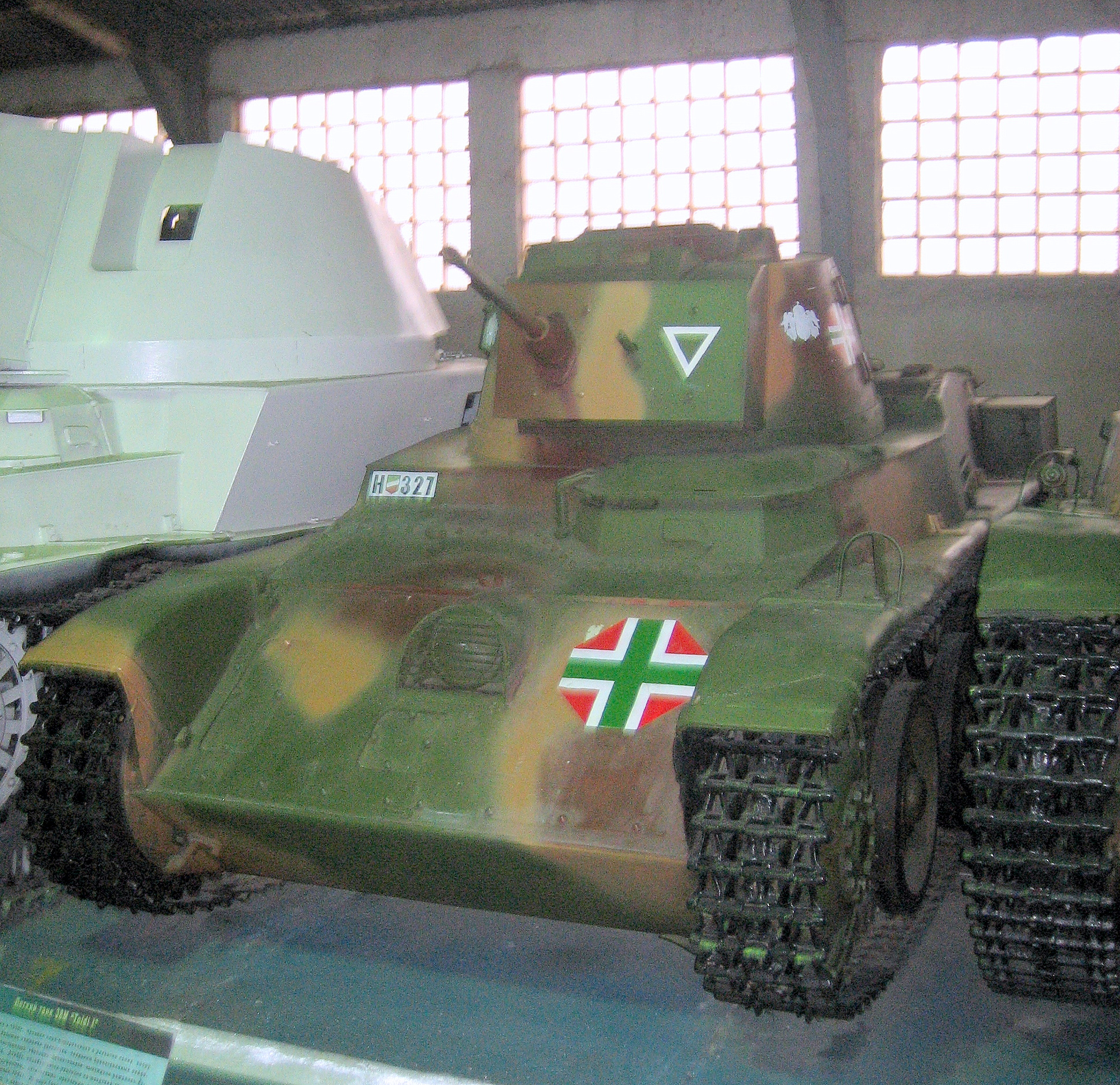
クビンカ戦車博物館に展示されているトルディI
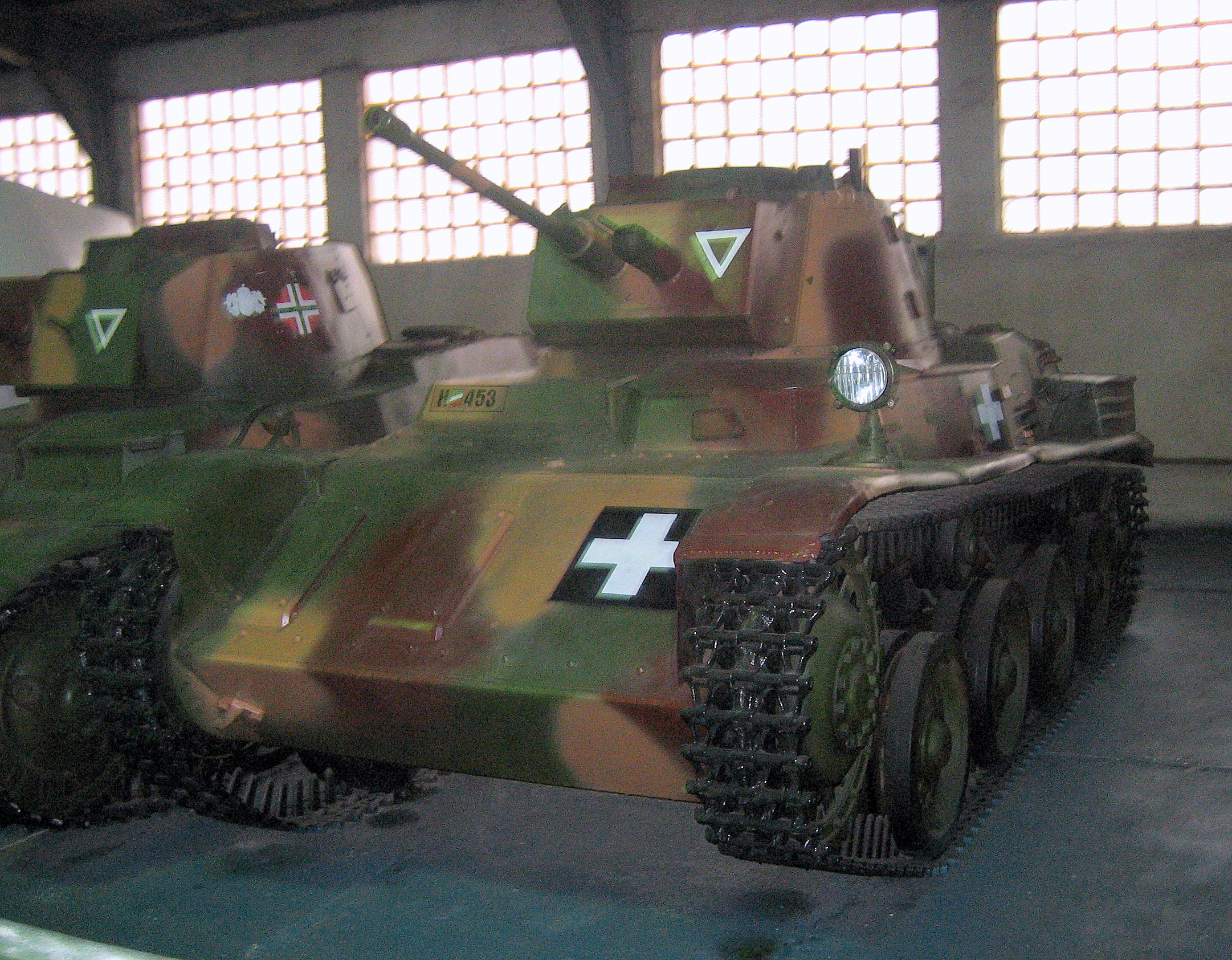
トルディII
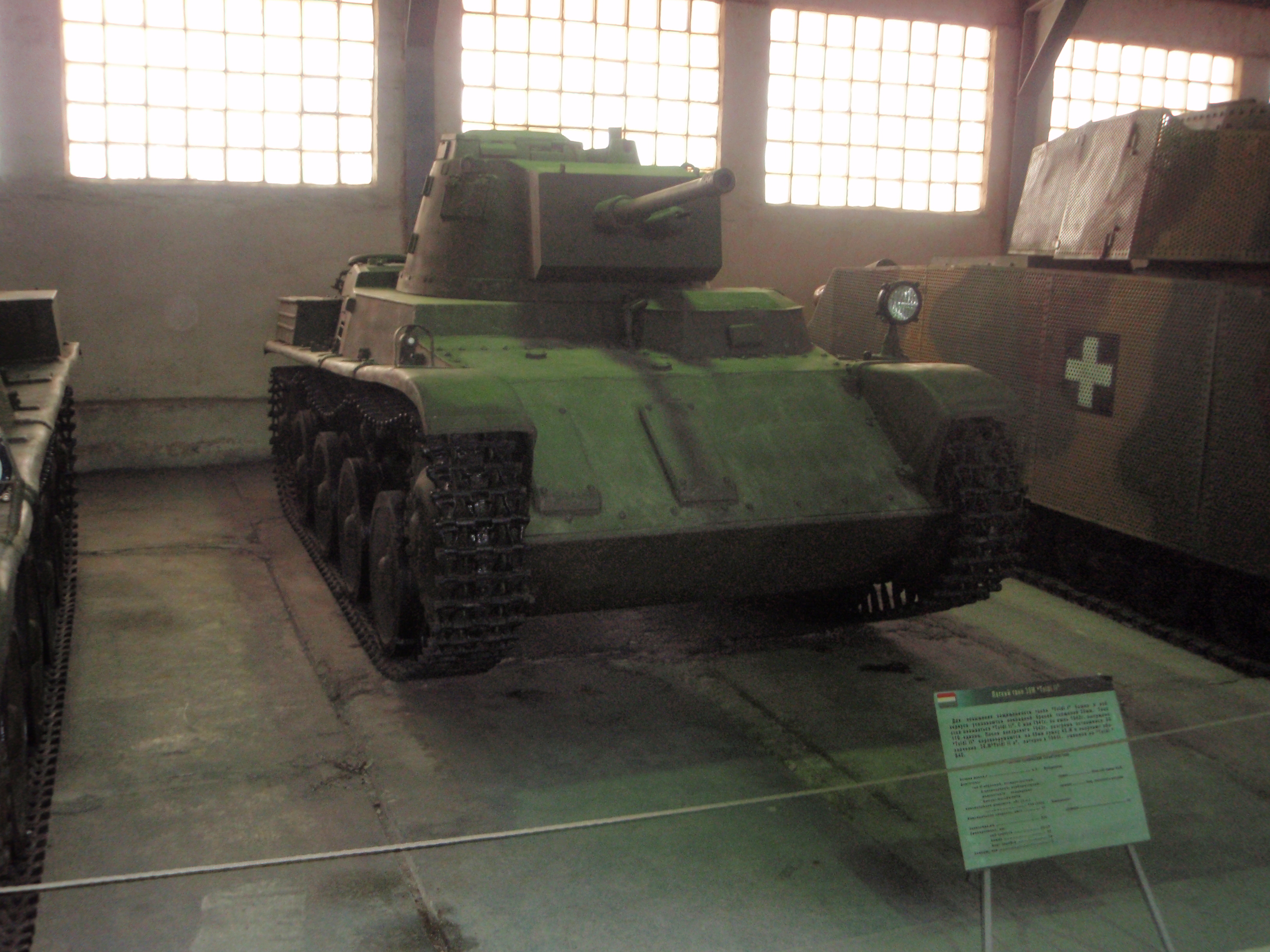
トルディIIa

トルディ救護車（トルディeü20）
1942年のドン戦線で救護用にトルディ軽戦車が使用された経験から、9輌もしくは12輌のトルディI/IIが負傷者搬送型に改修された。砲塔右側のハッチが大型化され、医療機器のために20 mm砲弾は184発に減らされた。1944年の6～7月に、ガンズ社は改修車輌を軍に引き渡した。
トルディ対戦車自走砲
ドイツのマーダー系列（マルダーI、II、III）の成功に触発され、時代遅れとなったトルディの車体にドイツ製75 mm対戦車砲Pak40を搭載した対戦車自走砲。1944年春に試作されたが、量産には移されなかった。